# Майтайкху

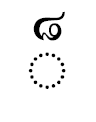

Майтайкху (тай.ไม้ไต่คู้) — надстрочный диакритический знак тайской письменности, по функции майтайкху может быть уподоблен бирманскому знаку аукамин и европейскому диакритическому знаку бреве (кратка), то есть является показателем укороченного произношения. По форме майтайкху является омоглифом тайской цифры «восемь» (тай. пэт). Майтайкху используется в закрытом слоге с коротким гласным «Э».

## Сакоткам
При чтении сакоткама возможны два варианта:
Пример: เจ็ด (тай.тьэт - «семь»)
1. ( тьо - ээ - до - тьээт, майтайкху - тьэт )
2. ( тьо - э - до - тьэт)